# Calea ferată transmongoliană
Calea ferată transmongoliană este o cale ferată care traversează Mongolia fiind o ramificație a Căii ferate transsiberiene care leagă Ulan Bator de Moscova și China.